# Kali Flanagan
Kali Dora Flanagan (* 19. September 1995 in Winchester, Massachusetts) ist eine US-amerikanische Eishockeyspielerin, die seit 2023 bei den Toronto Sceptres aus der Professional Women’s Hockey League auf der Position der Verteidigerin spielt. Flanagan ist seit 2017 Mitglied der Frauen-Eishockeynationalmannschaft der Vereinigten Staaten und einmalige Weltmeisterin sowie Olympiasiegerin.

## Karriere

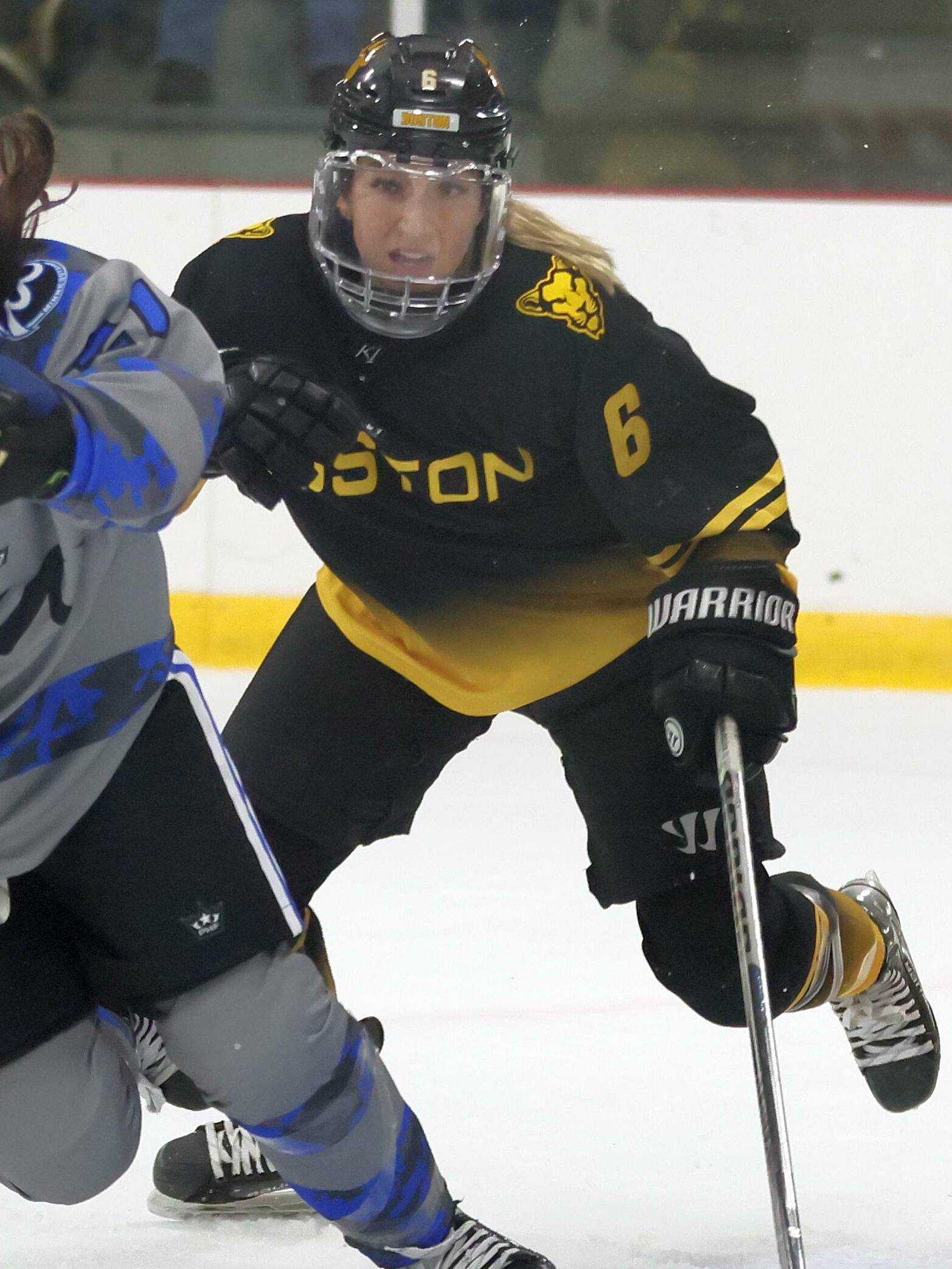
Kali Flanagan im Trikot der Boston Pride (2022)

Flanagan spielte zwischen 2010 und 2013 an der National Sports Academy im Wintersportort Lake Placid im US-Bundesstaat New York. Von dort zog es sie für ihr Studium zum Schuljahr 2013/14 ans Boston College. In ihrem ersten Jahr dort konzentrierte sich Flanagan aber voll und ganz auf ihr Studium und trat erst mit dem Schuljahr 2014/15 dem Eishockeyteam des Colleges bei. Für die Eagles lief die Verteidigerin mit Beginn der Saison 2014/15 in der Hockey East, einer Division im Spielbetrieb der National Collegiate Athletic Association, auf. Bereits im folgenden Jahr gewann sie mit dem Team die Meisterschaft der Division, ehe sie zur folgenden Saison den Sprung in den Kader der Frauen-Eishockeynationalmannschaft der Vereinigten Staaten. Mit dieser bestritt und gewann Flanagan die Weltmeisterschaft 2017.
Zur Saison 2017/18 ließ sich Flanagan vom US-amerikanischen Eishockeyverband USA Hockey in Vorbereitung auf die Olympischen Winterspiele 2018 in Pyeongchang rekrutieren, bei denen sie mit den US-Amerikanerinnen die Goldmedaille gewann. Zur Saison 2018/19 kehrte sie ans College zurück und spielte ihre letzte Saison für die Eagles.
Während des NWHL Drafts 2018 wurde sie an fünfter Stelle von den Boston Pride ausgewählt, entschied sich 2019 aber für einen Beitritt zur Professional Women’s Hockey Players Association (PWHPA). Für diese spielte sie im Rahmen der Dream Gap Tour.
Nachdem Flanagan es nicht in den finalen Olympiakader der USA geschafft hatte, unterschrieb sie im Dezember 2021 einen Vertrag bei den Boston Pride aus der Premier Hockey Federation (ehemals NWHL). Mit den Pride gewann sie am Saisonende die Meisterschaft der PHF in Form des Isobel Cups und war dabei Topscorerin der Playoffs. Ein Jahr später erreichte sie mit den Pride das Playoff-Halbfinale, persönlich wurde sie als Verteidigerin des Jahres der PHF ausgezeichnet.
Im Jahr 2023 wurde aus der PWHPA heraus die Professional Women’s Hockey League gegründet. Im ersten PWHL-Draft wurde Flanagan in der sechsten Runde vom Team PWHL Toronto ausgewählt und erhielt einige Wochen später einen Vertrag über zwei Jahre bei Toronto.

## Erfolge und Auszeichnungen
- 2016 Hockey-East-Meisterschaft mit dem Boston College
- 2017 Goldmedaille bei der Weltmeisterschaft
- 2018 Goldmedaille bei den Olympischen Winterspielen
- 2022 Gewinn des Isobel Cups mit den Boston Pride
- 2023 Teilnahme am PHF All-Star Game
- 2023 Verteidigerin des Jahres der PHF

## Karrierestatistik

### International
Vertrat die USA bei:
- Weltmeisterschaft 2017
- Olympischen Winterspielen 2018

(Legende zur Spielerstatistik: Sp oder GP = absolvierte Spiele; T oder G = erzielte Tore; V oder A = erzielte Assists; Pkt oder Pts = erzielte Scorerpunkte; SM oder PIM = erhaltene Strafminuten; +/− = Plus/Minus-Bilanz; PP = erzielte Überzahltore; SH = erzielte Unterzahltore; GW = erzielte Siegtore; 1 Play-downs/Relegation; Kursiv: Statistik nicht vollständig)